# Slott

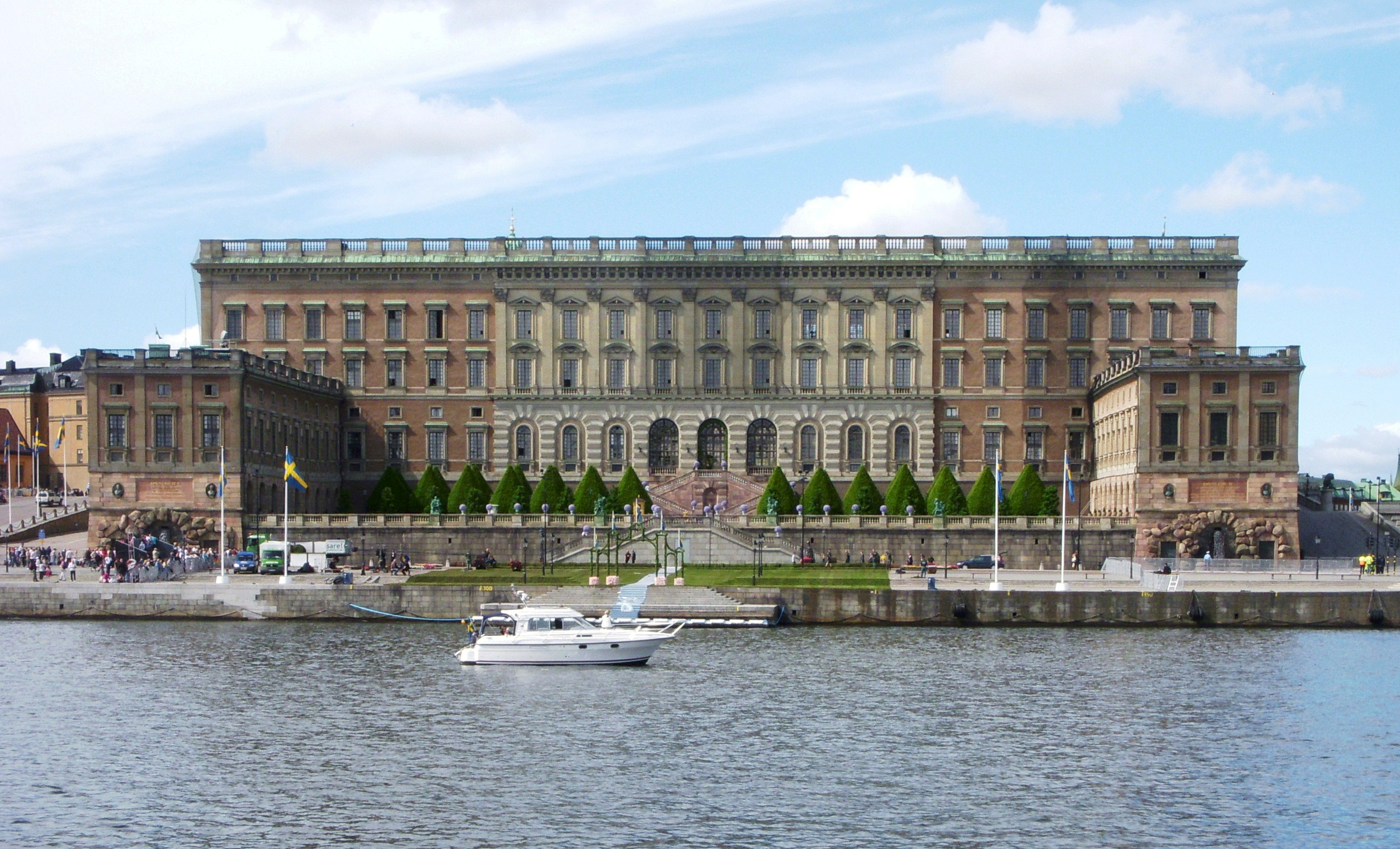
Stockholms slott.

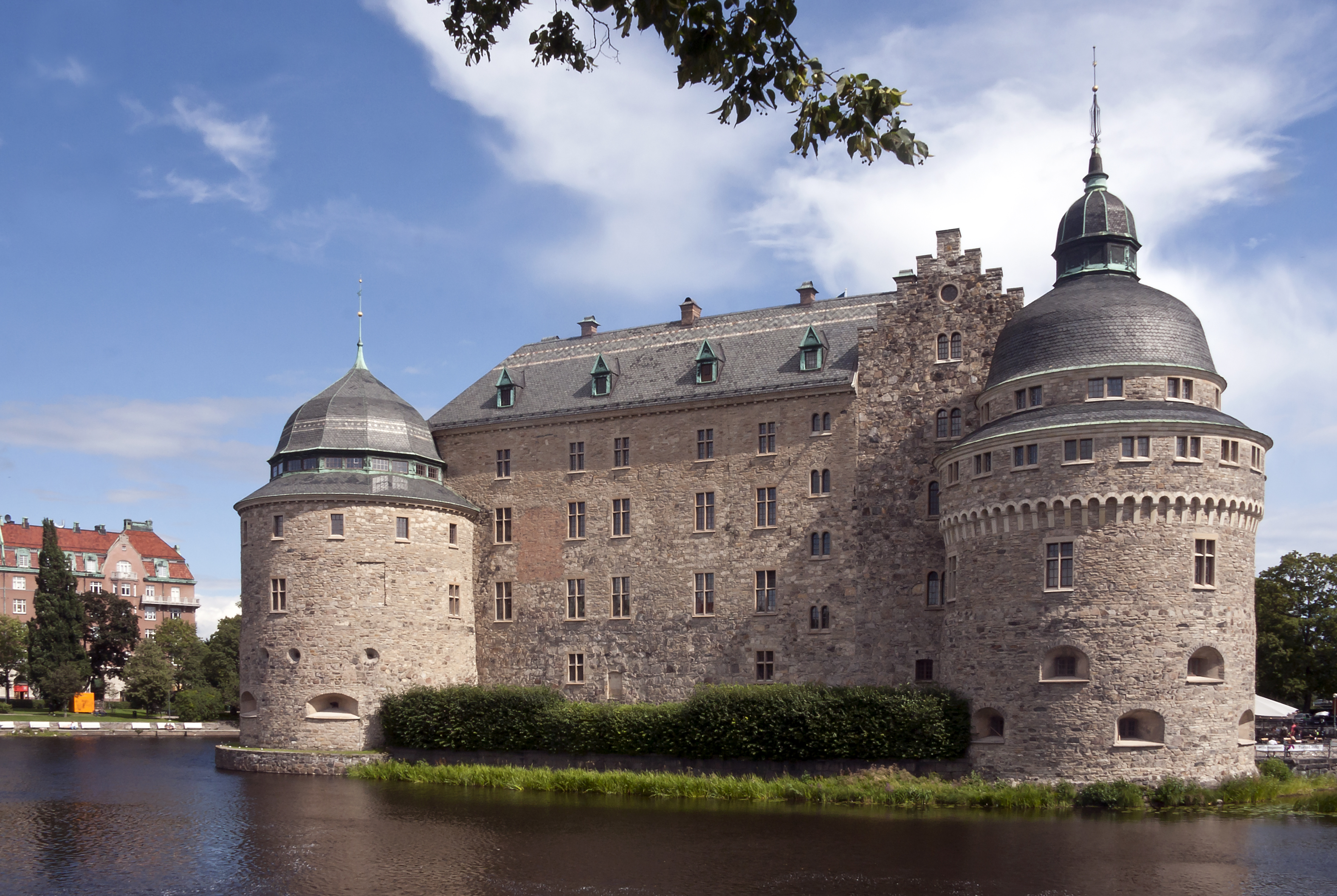
Örebro slott.

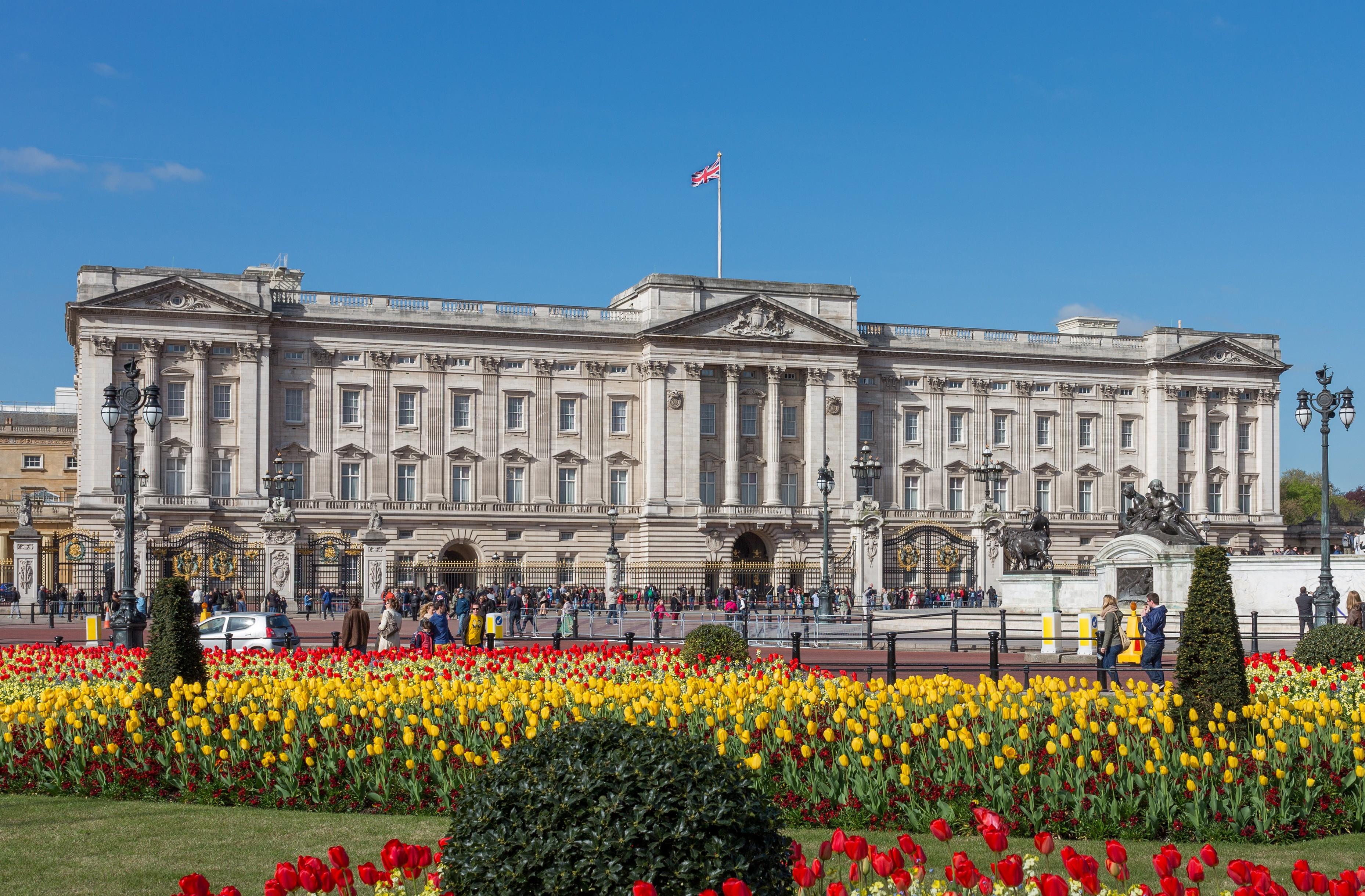
Buckingham Palace i Storbritannien.

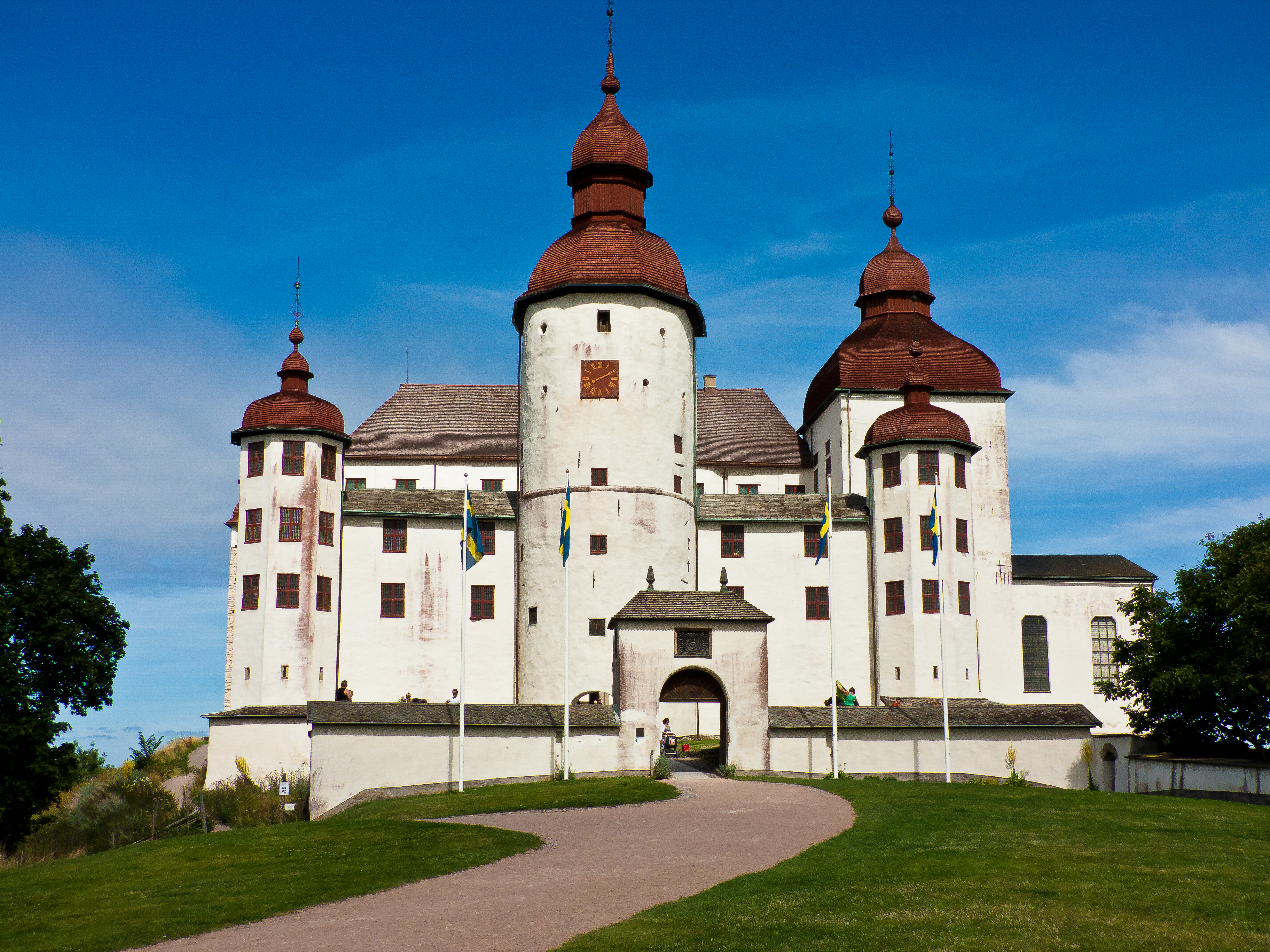
Läckö slott.

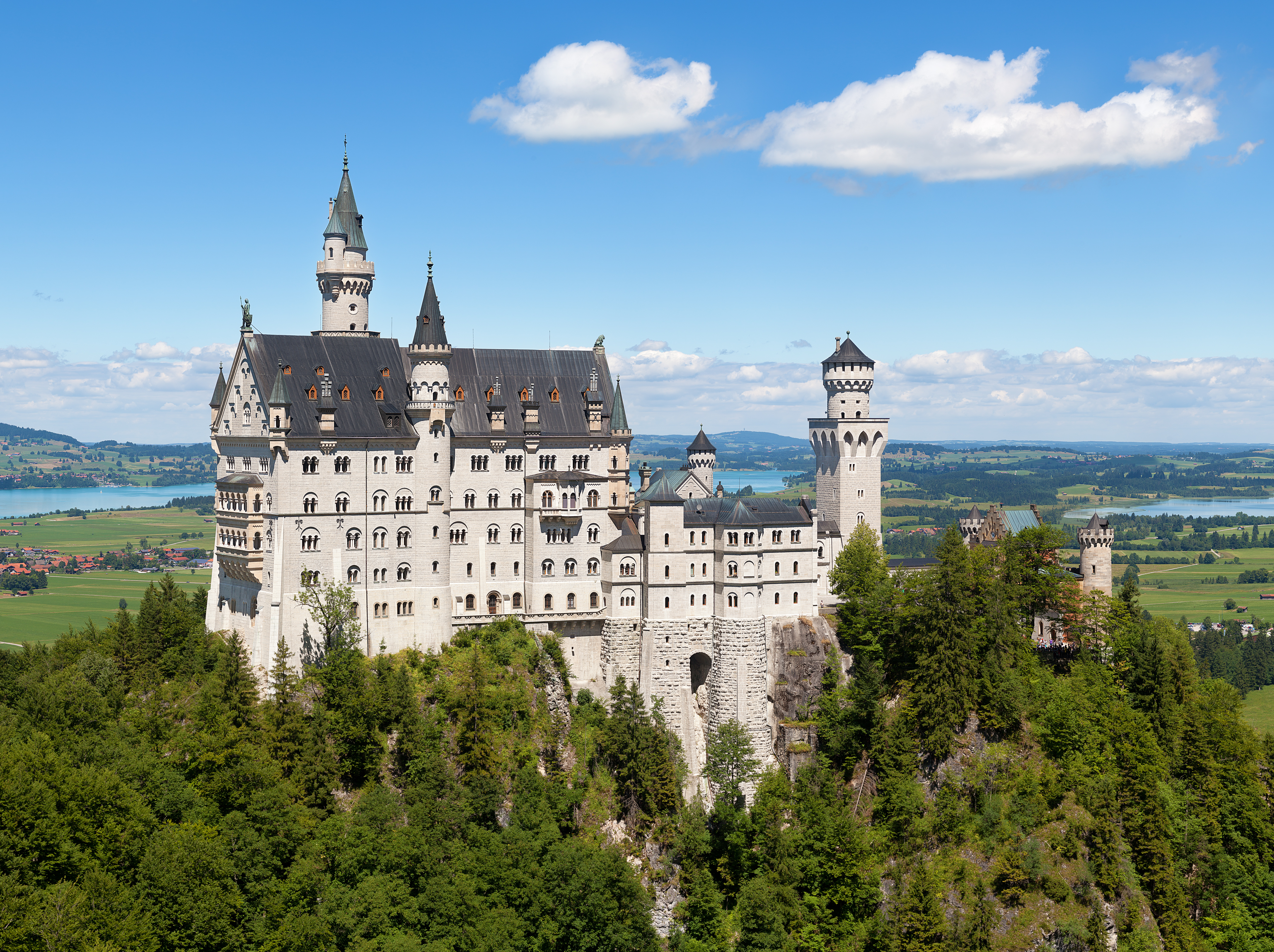
Neuschwanstein slott i Tyskland.

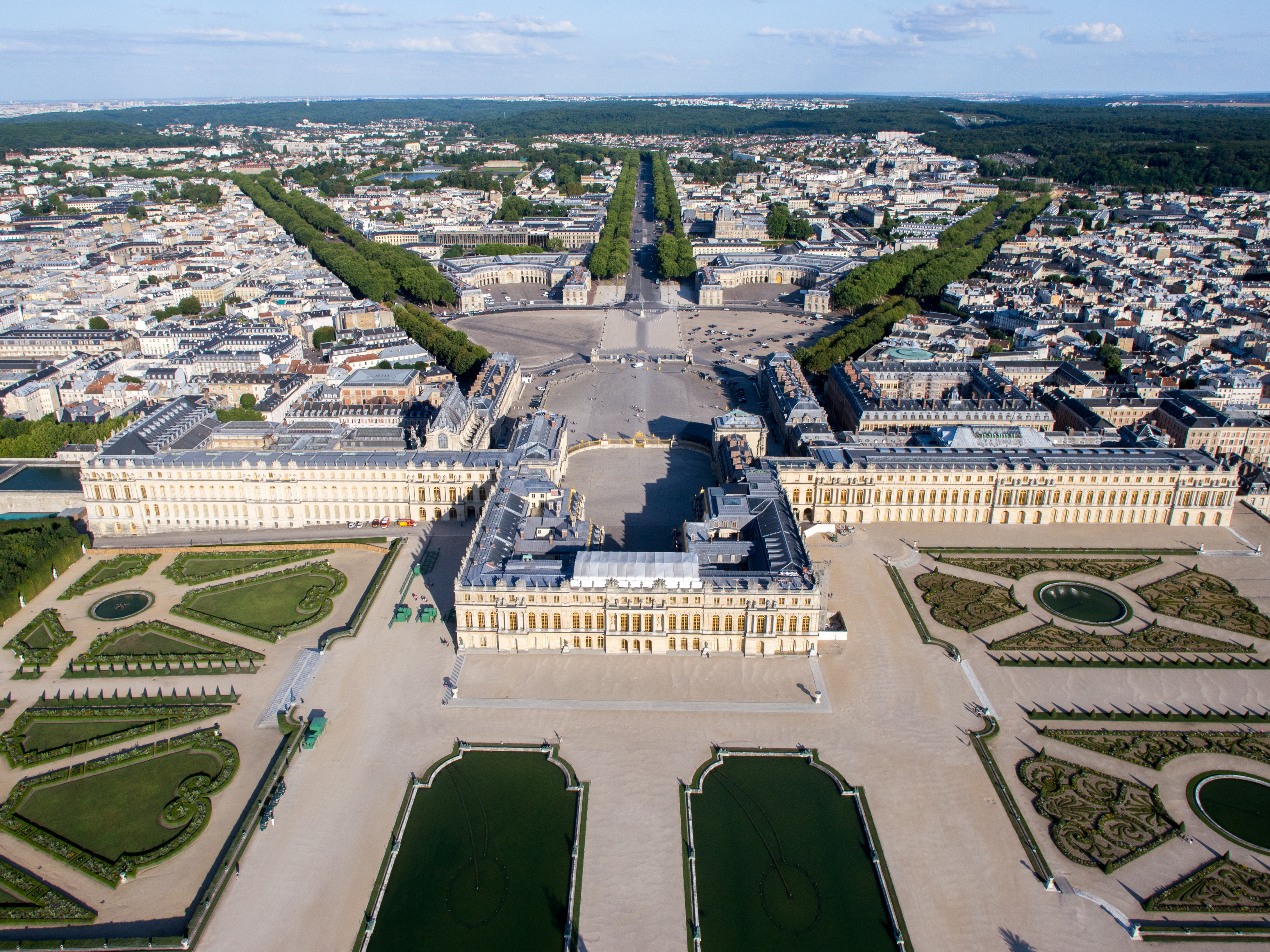
Slottet i Versailles i Frankrike.

Ett slott är en byggnad som ursprungligen byggdes av kungar och furstar när borgen hade spelat ut sin roll som försvarsverk. Slotten blev makt- och regeringscentrum efter medeltiden.
Beteckningen slott kom också att användas när högadliga lät bygga mer ståndsmässiga byggnader på sina sätesgårdar. Med tiden kom också andra högreståndspersoner, till exempel bruksägare, att bygga slott.
Slottets funktion har ofta varit och är fortfarande residens och administrativt säte för en furstefamilj (ex. Stockholms slott och Buckingham Palace), men det byggdes även jakt- och lustslott för nöjen (ex. Kina slott och Falkenlust) och sommarslott med stora parker (ex. Drottningholms slott och Trianon på Versailles). Ett slott fungerar även som administrativt centrum för olika statsapparater och som regionalt säte för landshövdingar (ex. Uppsala slott och Linköpings slott) eller huvudsäte för privata gods eller bruk (ex. Övedsklosters slott och Svartå slott). Namnet kan även förknippas med företag främst på vinproducerande gårdar, så kallade vinslott (ex. Chateau de Chenonceau).

## Etymologi
Ordet slott kommer av lågtyskans ord slot, som innefattar befäst plats, slott och 'palats. Beteckningen slott kom att ersätta ordet borg (tyska Burg) under sen medeltid.  
Engelskan har ingen direkt motsvarighet till slott i dess breda bemärkelse utan har flera separata ord för olika motsvarigheter (samtliga med kognater på svenska): till exempel palace (i exempelvis Buckingham Palace) när det motsvarar ett svenskt palats, castle som betecknar ett kastell eller befäst slott (exempelvis Windsor Castle), mansion som används parallellt med country house eller stately home för en adlig sätesgård eller en herrgård i traditionell mening (som välkända engelska slott som Chatsworth House, Althorp, Knole House och Hatfield House).
Ett palats är vanligen inte befäst, till skillnad från de slott som byggdes fram till 1600-talet. Undantag från detta är romerska kejsarpalats, till exempel kejsar Diocletianus palats i Split.
Om ett slott ligger i en stad och saknar park kallas det vanligen för palats. I vissa fall kan ett slott kallas palats fast det har en park. Ett exempel på detta är slottet i Versailles.
Franska för slott är château eller palais (kognat till palats, som kommer av latinets palatium). Det franska ordet château (som kommer av latinets castellum, liksom kastell) kan dock inte alltid översättas med slott, då det t.ex. även används om ett – ibland rätt enkelt – hus på en vingård eller betecknar ett vattentorn, château d'eau, på svenska även vattenborg.

## Arkitektur
Ett slott byggs i sten eller i annat beständigt material. Det finns dock byggnader som kan kallas slott som är byggda i reveterad timmer, exempelvis Bordsjö slott eller i timmer såsom Gripenberg slott. Ett slott är oftast byggt enligt en klassisk tradition, vanligen i en spegelsymmetrisk form, och ofta med flyglar ställda vinkelrätt mot en huvudbyggnad (corps de logi). Oavsett om flyglarna hänger samman med huvudbyggnaden eller inte, om dessa är framför huvudingången eller bakom den, kallas platsen mellan huvudbyggnad och flyglarna för borggård. Detta oavsett om dessa är sammanbyggda i en fyrkant, eller om det finns tre byggnader och en mur. Vanligt är att det finns en entré i grekisk tempelstil.
Vidare ska ett slott ha mer än en våning över mark (eller höjd på minst två våningar). Det skall finnas minst följande rum: vestibul, sal, bankettsal, mer än en salong och mer än ett sovrum. Oftast har slott mer än dessa minimikrav, dock med undantag för lustslott och jaktslott som kan vara på en våning, och sakna båda vestibul, sovkammare och sal.
Vidare är slott anlagda på ett sätt som framhäver byggnaden, där alléer fram till byggnaden är vanliga. Slott har ofta en park i anslutning till byggnaden.

## Listor över slott

### Sverige
De svenska slott som byggdes fram till 1600-talet var ofta befästa, och tjänade bland annat som skydd mot fiender. Exempel på detta är de flesta vasaslott, som Gripsholm, Kalmar slott och Vadstena slott.

#### Slott och herresäten i Sverige
- Kungliga slott i Sverige
- Lista över slott och herresäten i Blekinge
- Lista över slott och herresäten i Bohuslän
- Lista över slott och herresäten i Dalarna
- Lista över slott och herresäten i Dalsland
- Lista över slott och herresäten på Gotland
- Lista över slott och herresäten i Gästrikland
- Lista över slott och herresäten i Halland
- Lista över slott och herresäten i Norrland
- Lista över slott och herresäten i Närke
- Lista över slott och herresäten i Skåne
- Lista över slott och herresäten i Småland
- Lista över slott och herresäten i Södermanland
- Lista över slott och herresäten i Uppland
- Lista över slott och herresäten i Värmland
- Lista över slott och herresäten i Västergötland
- Lista över slott och herresäten i Västmanland
- Lista över slott och herresäten på Öland
- Lista över slott och herresäten i Östergötland